# Adolph von Hansemann

Adolph von Hansemann (1898)

Adolph Hansemann, ab 1872 von Hansemann, (* 27. Juli 1827 in Aachen; † 9. Dezember 1903 in Berlin) war ein deutscher Unternehmer und Bankier.

## Leben

### Wirtschaftlicher Aufstieg
1826 als Sohn des Kaufmanns David Hansemann in Aachen geboren, entwickelte Adolph Hansemann früh ein Interesse an der Wirtschaft. So ging er 1841 in Hamburg, der Handelsmetropole Norddeutschlands, in die kaufmännische Ausbildung. Am 24. Januar 1845 ließ ihn sein Vater als volljährig und damit geschäftsfähig erklären. Er trat daraufhin in die Tuchfabrik Wm. Peters & Cie. seines Vetters Wilhelm Peters in Eupen zunächst als Geschäftsführer ein. Zwischen dem 31. März 1850 und Juli 1857 war er dort unterschriftsberechtigter Gesellschafter, bevor er dann in die Geschäftsführung der Disconto-Gesellschaft seines Vaters wechselte.
Nach dem Tod David Hansemanns 1864 führte Adolph Hansemann die Geschäfte der Disconto-Gesellschaft allein weiter. Er machte sie zur größten Privatbank des Deutschen Kaiserreiches und zu einer der renommiertesten in ganz Europa. Besonders eng arbeitete Hansemanns Disconto-Gesellschaft mit Wilhelm Carl von Rothschild und dessen Bank M. A. von Rothschild & Söhne zusammen. Als die Frankfurter Linie der Bankiersfamilie Rothschild 1901 ausstarb, wurde die Firma M. A. von Rothschild & Söhne liquidiert, wie selbstverständlich von der Disconto-Gesellschaft kostenlos übernommen und als wirtschaftliche Grundlage für eine Filiale der Disconto-Gesellschaft in Frankfurt genutzt.
Nachdem Hansemann im Deutsch-Französischen Krieg 1870/1871 ebenso wie Gerson von Bleichröder für eine geregelte Finanzierung der königlich-preußischen Armee Sorge getragen hatte, wurde Adolph Hansemann am 8. März 1872 vom preußischen König Wilhelm I. in den erblichen Adelsstand erhoben und trug von da an das von im Namen.

### Kolonialinteressen Hansemanns und die Disconto-Gesellschaft

Adolph von Hansemann (1862)

In den nächsten Jahren versuchte er seine Beziehungen in die westdeutsche Montanindustrie auszubauen: Er wurde Aufsichtsratsmitglied bei Krupp und 1896 Aufsichtsratsvorsitzender der Gelsenkirchener Bergwerks-AG. Die von ihm sanierte und in eine Bergrechtliche Gewerkschaft umgewandelte Mengeder Bergwerks-AG erhielt Hansemanns Namen (Zeche Adolf von Hansemann). Auch in der Eisenbahnwirtschaft engagierte sich Adolph von Hansemann.
So finanzierte seine Disconto-Gesellschaft den Bau einer Bahnstrecke in Venezuela, ebenso war er seit 1899 im Aufsichtsrat der Schantung-Eisenbahngesellschaft. Überhaupt zeigte von Hansemann großes Interesse an den kolonialen Bestrebungen Deutschlands. Er war von China fasziniert und sammelte Literatur zu diesem Thema. 1901 bezeichnete er China als Zukunftsmarkt Deutschlands. Des Weiteren gründete von Hansemann die Deutsche See-Handelsgesellschaft, die gemeinsam mit Wilhelm Solf den Erwerb der Samoa-Inseln vorbereitete. Bereits 1882 hatte von Hansemann das Neuguinea-Konsortium (später Neuguinea-Kompanie) und 1891 die Astrolabe-Compagnie gegründet. Unter seiner Federführung beteiligte sich die Disconto-Gesellschaft an der Schantung-Bergwerksgesellschaft und der Otavi-Minen- und Eisenbahngesellschaft in Deutsch-Südwestafrika sowie der rumänischen Eisenbahn. Der Bau der Südwestafrika-Bahn sowie der ostafrikanischen Mittellandbahn wurden durch Kredite der Disconto-Gesellschaft ermöglicht.
All diese geschäftlichen Unternehmungen ließen Adolph von Hansemann zu einem der reichsten Männer Deutschlands werden. In seiner Villa in Berlin und seinem Schloss Dwasieden bei Sassnitz auf Rügen verkehrte die führende Gesellschaft bis hin zu Kaiser Wilhelm II.
Von 1887 bis 1896 modernisierte er die Stadt Sassnitz auf eigene Kosten, unter anderem ließ er den Fischereihafen anlegen.
Die Zeitschrift „Echo der Gegenwart“ schrieb am 28. Juli 1926 über Adolph von Hansemann:
In den 39 Jahren seiner Leitung stieg das Kapital der Bank von 36 Millionen auf 200 Millionen Mark, denen sich noch 100 Millionen Mark Reserven zugesellten.

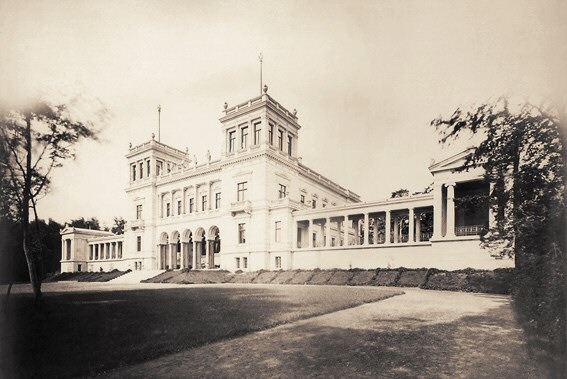
Schloss Dwasieden (1877)

Hermann Münch schrieb 1932 in seinem Buch Adolph von Hansemann:
Der Erfolg änderte auch im übrigen sein Wesen und seine Persönlichkeit nicht. Bereits am 13. Januar 1868 war er zum Geheimen Kommerzienrat ernannt worden, vier Jahre später erfolgte die Erhebung in den erblichen Adelsstand, höchste Ordensauszeichnungen waren ihm zuteil geworden, er war Mitglied des Kolonialrates, Mitglied des Zentralausschusses der Reichsbank, in der Verwaltung vieler und bedeutender Unternehmungen, er war Großgrundbesitzer in einem Umfange, der sonst nur bei alten Adelsfamilien vorkommt, besaß ein großes, nach vielen Millionen zählendes Vermögen und blieb der schlichte, arbeitsame, persönlich sich zurückhaltende und unermüdlich für das Emporblühen seines Instituts tätige Mann, welcher er auch bei Beginn seiner Laufbahn gewesen war. Im Sommer wie im Winter erhob er sich um 6 Uhr in der Frühe und begann nach einem kurzen Frühstück sein Tageswerk, und zwar, wie jeder Geschäftsmann, mit der Lektüre von in- und ausländischen Zeitungen. Im Archiv der Disconto-Gesellschaft wurde für ihn eine Zusammenstellung der für ihn bedeutsamen Nachrichten aus In- und Auslandspresse gefertigt, doch begnügte er sich hiermit nicht, sondern pflegte sich weiter aus den Zeitungen zu informieren. Des Mittags kehrte er nicht nach Hause zurück, sondern nahm in seinem Arbeitszimmer ein kleines, zweites Frühstück ein, das ihm von zu Hause gebracht wurde und das aus einem Gericht und einer halben Flasche Wein bestand. Die Arbeit ging dann ununterbrochen bis 6 oder 7 Uhr abends fort, worauf er die Bank verließ, um sich – einem Wunsch seiner Frau folgend – häufig zu Fuß über die Linden und Tiergartenstraße nach Hause zu begeben.

### Privatleben

Großer Kassensaal der Disconto-Gesellschaft. Die Büste Adolph von Hansemanns wurde zu seinem Tode aufgestellt

Berliner Doppelvilla Adolph von Hansemanns, Tiergartenstraße 30 und 31

Neben Dwasieden und seiner Berliner Villa – beides Bauten nach Entwürfen von Friedrich Hitzig – besaß von Hansemann das Gut Lissa-Laube und die Herrschaft Pempowo. Durch den Erwerb seines ausgedehnten Grundbesitzes wollte er einerseits sein Vermögen dauerhaft im Sinne der zukünftigen Generationen anlegen, andererseits sah sich von Hansemann nach seiner Erhebung in den Adelsstand zu einem adligen Lebensstil geradezu verpflichtet. Dies zeigte er auch durch seine zahlreichen Jagdpartien und seine hoch luxuriösen Wohnverhältnisse in Dwasieden. Die Villa im Tiergartenviertel in Berlin schmückten etwa kostbare kunstgewerbliche Arbeiten des Bildhauers Otto Lessing, der für den Wintergarten der Villa die Marmorfigur Bacchantin mit Amor geschaffen hatte.
Aus der Ehe Adolph von Hansemanns mit Ottilie von Kusserow (1840–1919), einer Tochter des Generalleutnants Ferdinand von Kusserow (1792–1855), gingen ein Sohn (Ferdinand von Hansemann) und eine Tochter (Davide Eveline) hervor. Ottilie von Hansemann war zeit ihres Lebens Unterstützerin der Frauenbewegung und stellte dazu bereitwillig größere Summen zur Verfügung. Nach ihr ist ein Studentinnenheim der Humboldt-Universität Berlin an der heutigen Otto-Suhr-Allee in Charlottenburg benannt worden.

### Tod
Im Oktober 1903 reiste Adolph von Hansemann nach seinen Besitzungen in Pempowo, von wo er bald wieder zurückkehrte, da er sich nicht wohl fühlte. Am Abend des 8. Dezember war er in seinem Arbeitszimmer etwas eingeschlummert und fragte, nachdem er wieder aufgewacht war, nach seinem Sekretär, der längst nach Hause gefahren war. Daraufhin von Hansemann: Nun, dann arbeiten wir morgen weiter. Dies waren seine letzten Worte; er verstarb an seinem Schreibtisch, bis zum Tode für die Bank arbeitend.

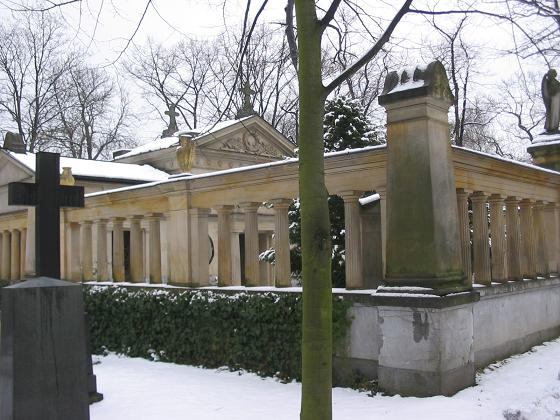
Mausoleum der Familie von Hansemann

Am 20. Dezember veranstaltete die Disconto-Gesellschaft eine Gedenkfeier zu Ehren des Verstorbenen. Der Vorsitzende des Aufsichtsrates, Unterstaatssekretär a. D. Paul David Fischer, ehrte Adolph von Hansemann in folgender Weise:
Eine deutsche Eiche, fest verwurzelt, mit weitreichender und hochragender Krone, die Rinde rauh, knorrig die Äste, das Innere kernfest und voll gesunden Marks, unerschütterlich, zäh kraftvoll, so hat er vor uns gestanden und so wird sein Bild, durch kein Siechtum abgeblasst, frisch in unserer Erinnerung fortleben. Wie die Mitwelt, so wird in noch höherem Maße die Nachwelt ihn zu den Männern rechnen, deren treue unermüdliche Arbeit unter Kaiser Wilhelms gesegnetem Regiment unter Führung des Fürsten Bismarck Deutschlands Machtstellung in der Welt neu begründet hat.
Adolph von Hansemann wurde in einem 1902 von Hermann Ende entworfenen Mausoleum innerhalb einer 1874 von Friedrich Hitzig geschaffenen Grabanlage im Feld F, F-S-008 auf dem Berliner Alten St.-Matthäus-Kirchhof Berlin bestattet.
Nach Adolph von Hansemann benannt sind:
- Die „Hansemann Coast“: Ein Abschnitt an der nordöstlichen Küste Papua-Neuguineas;
- Die „Hansemann Mountains“: Eine Bergkette in Papua-Neuguinea in der Madang-Provinz in der Nähe der Hauptstadt Madang an der nordwestlichen Seite der Astrolabe Bay.